# Зобенко Марія Олександрівна
Зобенко Марія Олександрівна  (нар. 13 березня 1950 м. Мелітополь, Запорізька область) — сучасна українська письменниця та літературний критик. З 1996 р. - член Національної спілки письменників України. Донька письменника Олександра Зобенка.

## Біографія
Марія Зобенко народилася 13 березня 1950 року у Мелітополі. У 1972 р. закінчила Дніпропетровський університет, після закінчення якого працювала у дніпропетровській обласній  молодіжній газеті «Прапор юності». У 1983–1991 рр. – головний редактор газети. Дебютувала у 1989 р. оповіданням у «Прапорі юності».
Видала книгу «Літературні етюди: Читаючи твори земляків у перший рік незалежності України» (Дн., 1993).
Дослідниця творчості О. Гончара, ініціювала видання і написала передмову до 2-том. зібр. «Олесь Гончар, Людина світу, син Дніпра: Вибрані твори» (Дн., 2001).  Авторка художньо-біографічного нарису про дніпропетровський період життя і творчості О. Гончара «Провидіння» (г. «Зоря», від 3, 5, 10 квітня 2001), книги «Українське небо Олеся Гончара: Есеї, студії, полеміка» (Л., 2003).
У центрі більшості творів Марії Зобенко – жінка, яка має стати берегинею морального здоров’я нації, ідеалом краси, добра і правди.

## Творчість[1]
- Жінка, яку ти кохав...: Зб. оповідань про любов і зраду. 1993, Дніпропетровськ;
- Апельсинова дівчинка: Новели. Оповідання. 1994, Дніпропетровськ;
- Натурниця для Венери: Вибрані твори, 1996, Дніпропетровськ.

## Нагороди та премії
- 1999 р. – Літературна премія ім. О. Гончара[1]
- 2006 р. – Орден княгині Ольги 3-го ступеня[1]